# St. Patrick’s Gesellschaft für auswärtige Missionen
Die St. Patrick’s Gesellschaft für auswärtige Missionen (lat.: Societas Sancti Patritii pro Missionibus ad Exteros, engl.: St. Patrick’s Society for the Foreign Missions, Ordenskürzel: SPS) ist eine römisch-katholische Gesellschaft apostolischen Lebens. Das Mutterhaus befindet sich im irischen Kiltegan (County Wicklow). Deshalb wurden die Ordenspriester auch als „Kiltegan Fathers“ bekannt.

## Geschichte

### Gründung
Der Ursprung der Gemeinschaft war der Aufruf des irischen Missionsbischofs Joseph Shanahan CSSp (1871–1943), Apostolischer Präfekt von Unter-Niger, an die Seminaristen des Priesterseminars St Patrick’s College in Maynooth, nach ihrer Priesterweihe als Missionare nach Afrika zu kommen. So entschlossen sich in den 1920er Jahren zwölf junge Priester, für die Dauer von fünf Jahren in Afrika zu arbeiten, darunter Patrick Joseph Whitney (1894–1942), ein Priester des Bistums Ardagh. Einige von ihnen kamen dabei zu der Überzeugung, dass die Mission nicht nur einen zeitweisen Einsatz erfordere, sondern ein auf Dauer angelegtes Missionswerk. Für den Aufbau einer solchen missionarischen Gemeinschaft schenkte ihnen John Hughes, ein Kaufmann, der durch den Teehandel wohlhabend geworden war, sein Anwesen High Park bei Kiltegan. Dort fand im Jahre 1930 eine Gruppe junger Priester zusammen, um sich auf die Mission in Afrika vorzubereiten. Ende 1930 begaben sich Patrick J. Whitney und sieben weitere Priester in die Mission in Nigeria.

### Missionen
Am 17. März 1932, dem Saint Patrick’s Day, gründeten Patrick Joseph Whitney, sein Cousin Pater Patrick Francis Whitney und Francis Hickey die St. Patrick’s Society. Sie gab sich den Wahlspruch „Caritas Christi Urget Nos“ („Die Liebe Christi drängt uns…“) (2 Kor 5,14 ). Der erste Obere wurde Patrick Joseph Whitney.
Am 9. Dezember 1958 erhielt die Missionsgesellschaft das Decretum laudis vom  Heiligen Stuhl. Bereits 1939 konnten von Kiltegan über 60 junge Missionare nach Afrika entsandt werden. Die kleine Ortschaft hatte sich zwischenzeitlich zum Ausbildungs- und Schulungszentrum der „Kiltegan Fathers“ entwickelt. Bereits 1940 begann die selbstständige Priesterausbildung für afrikanische und heimische Priesteramtskandidaten. Neben dem Bildungszentrum entstand ein Priesterseminar. Zuerst wirkten die Missionare in Nigeria und Kenia und später auf Bitten Roms auch seit 1960 in Brasilien und Grenada.
Seit 1950 war die Anzahl der Bewerber sehr stark angestiegen. In Kiltegan wurde ein zweites Haus eröffnet, die Anzahl der Priester der Missionsgesellschaft wuchs auf über 200 an. Im September 1997 eröffnete die Gesellschaft zwei weitere Seminare in Nigeria und Kenia und konnte bereits im Januar 2000 mehrere eigene Studenten in die Universität Nairobi entsenden, um dort das Studium der Philosophie und Medizin aufzunehmen.

## Organisation
Zur Hauptaufgabe der Missionsgesellschaft zählt die Verbreitung und Verkündigung des Evangeliums für alle Menschen, besonders für die Armen, Kranken und Hungernden.
Im Jahre 2016 gehörten der Missionsgesellschaft 360 Mitglieder an, davon 277 Priester. In 18 Ländern unterhält der Orden Niederlassungen, hierzu zählen: Kamerun, Kenia, Malawi, Sudan, Sambia, Simbabwe, Südafrika, Uganda, Grenada, Brasilien, USA, Italien, England, Schottland, Wales und Irland.
Neben eigenen Priesterseminaren, Colleges und Klostereinrichtungen gehören dem Orden zwei Häuser, in denen Einkehrtage angeboten werden. Im Tearmann Spirituality Centre in Glendalough werden sechstägige geistliche Kurse durchgeführt, während das Slí an Chroi in der herrlichen Landschaft um Kiltegan Urlaubsaufenthalte offeriert. Die Gesellschaft veröffentlicht seit 1938 jährlich neun Ausgaben des Africa Magazine.